# FC Spicul Fălești
FC Spicul Fălești a fost un club de fotbal din Fălești, Republica Moldova. Clubul a fost fondat în anul 1991, cu numele FC Cristalul Fălești, și s-a desființat în 1998. Pe durata existenței sale echipa a jucat 4 sezoane în Divizia Națională, între 1992 și 1995.